# Волгоградская городская дума
Волгогра́дская городска́я ду́ма (кратко — Волгоградская горду́ма) — представительный законодательный орган местного самоуправления Волгограда.
До 2006 года — Волгоградский городской Совет народных депутатов.

## Правовое положение
В соответствии с Уставом города-героя Волгограда, городская Дума является представительным орган местного самоуправления Волгограда, состоит из 36 депутатов, избираемых сроком на 5 лет. Депутаты избираются только по одномандатным избирательным округам.
До 2011 года руководство Думой осуществлял её председатель. После внесения изменений в устав предполагается, что организацию деятельности городской Думы будет осуществлять глава Волгограда. Однако к началу ноября 2011 года глава Волгограда из числа депутатов не избран, а полномочия главы Волгограда исполняет Сергей Соколов. В 2013 году глава города из числа депутатов был все-таки избран, с 24 июля 2014 года эту должность исполняет Андрей Косолапов.

## Созывы

### Первый созыв
На основании федерального Закона о местном самоуправлении, принятого в августе 1995 года, 4 октября 1995 года в Волгограде было избрано 24 депутата Волгоградского городского Совета народных депутатов. Выборы проходили по 24 одномандатным округам. В них участвовали представители разных партий и движений, но большинство победивших депутатов были представителями Коммунистической партии Российской Федерации.
Первым председателем городского Совета народных депутатов стал Николай Кириллович Максюта. Уже через год, 29 декабря 1996 года он победил на выборах главы администрации Волгоградской области и вышел из состава Совета.

### Второй созыв
Выборы депутатов второго созыва Волгоградского городского Совета народных депутатов прошли 3 октября 1999 года. Было избрано 24 депутата от одномандатных избирательных округов.

### Третий созыв
Выборы депутатов третьего созыва Волгоградского городского Совета народных депутатов прошли 14 марта 2004 года. Впервые предстояло избрать 48 депутатов. Выборы проходили по мажоритарной системе по одномандатным округам.
В ряде избирательных округов выборы были признаны несостоявшимися либо недействительными. Повторные выборы в этих округах состоялись 6 июня 2004 года.
В 2006 году Волгоградский городской Совет народных депутатов был переименован в Волгоградскую городскую Думу.

### Четвёртый созыв
Выборы
Выборы депутатов четвёртого созыва Волгоградской городской Думы прошли 2 марта 2008 года, в один день с выборами президента. Данные выборы сопровождались рядом скандалов.
Накануне голосования, 29 февраля, городская избирательная комиссия отменила регистрацию сразу восьми кандидатов. В последующем данное решение признано незаконным, а Избирательная комиссия Волгоградской области назвала такие действия грубым нарушением закона, ставящим под вопрос возможность дальнейшего функционирования городского избиркома в том составе. С критикой деятельности городской избирательной комиссии выступил и глава региона Николай Максюта, отметивший также неспособность главы города Романа Гребенникова взять ситуацию под контроль.
Уже после голосования в течение длительного времени не объявлялись результаты выборов; протоколы в некоторых округах были составлены только к 6 марта, то есть спустя четыре дня после выборов, а окончательные итоги выборов подведены только 12 марта.
Наиболее критическая ситуация сложилась в трёх избирательных округах: 40-м, 41-м и 43-м. В избирательном округе № 43 (Красноармейский район) баллотировался только один кандидат. В соответствии с действующим законодательством, в таком случае для победы он должен был набрать более половины голосов избирателей. Даже в условиях отсутствия графы «против всех» кандидату не удалось набрать более половины голосов, выборы в округе признаны несостоявшимися. Впоследствии состоялся пересчёт бюллетеней и было объявлено об избрании кандидата. Однако в итоге выборы в этом округе признаны несостоявшимися и недействительными. В 40-м (Кировский район) и 41-м (Красноармейский район) избирательных округах выборы признаны состоявшимися, но недействительными. Таким образом, было избрано 45 депутатов из 48. Остальные депутаты были избраны в октябре.
Ситуация в связи с отставкой Романа Гребенникова

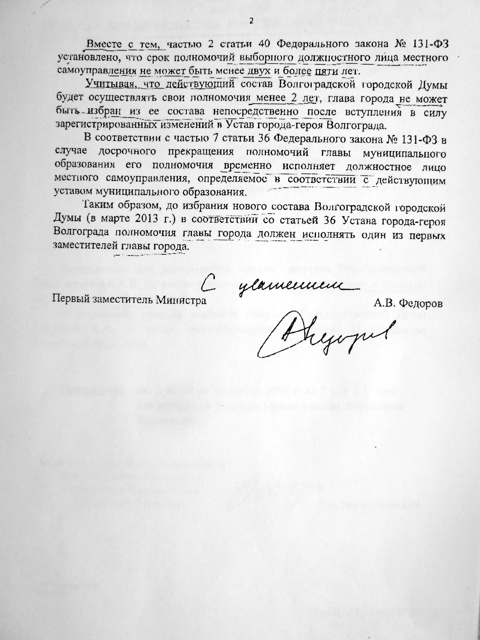
Ответ Минюста России на запрос А. В. Апариной

В 2011 году, сразу же после отставки Гребенникова появились предположения, что дальнейшим решением областной власти будет продавливание изменений в устав города с целью разделения постов главы муниципального образования (мэра) и главы администрации (так называемого «сити-менеджера») Подтверждал это и глава региона.
Однако аналитики предсказывали, что такое развитие событий может спровоцировать новый политический кризис, поскольку избрать главу города из действующего состава городской Думы нельзя. В соответствии с законом срок полномочий выборного должностного лица местного самоуправления не может быть менее двух лет, а срок полномочий нынешнего созыва Думы истекает в марте 2013 года. Впоследствии были проведены публичные слушания по внесению изменений в устав. После принятия поправок власть заявила, что найдёт способ не распускать городскую Думу. Между тем, по запросу депутата Государственной Думы Алевтины Викторовны Апариной Министерство юстиции Российской Федерации дало ответ, в котором подтверждается позиция о невозможности избрания главы города из действующего состава Думы. Несмотря на это заместитель прокурора Волгограда Иван Мартынов, заявил: «Уставом города определено, что глава Волгограда избирается из состава депутатов, значит, его изберут рано или поздно. Мы считаем это обстоятельство позицией прокуратуры. Нам известно, что у Министерства юстиции Российской Федерации противоположная точка зрения. Однако прокуратура Волгоградской области и прокуратура Волгограда считают, что для реализации норм Устава на сегодняшний момент никаких препятствий нет. Мы не допустим, чтобы закон был нарушен».
В эфире радио «Эхо Москвы» Ирина Карева, председатель городской Думы, так прокомментировала слухи о давлении на Думы со стороны федеральной и региональной власти с целью продавить принятие поправок в Устав города: «До нас это понимание [о необходимости введения поста главы администрации], донесли непосредственно. И в этом я вижу не какое-то давление [со стороны региональной и федеральной власти], а помощь».
Волгоградская городская Дума, дабы не допустить проведения референдума по вопросу возможности проведения выборов по кандидатуре главы Волгограда, 13.04.2011 приняла решение № 44/1376 «О признании вопроса „Глава Волгограда избирается гражданами, проживающими на территории Волгограда и обладающими избирательным правом, на основании всеобщего, равного и прямого избирательного права при тайном голосовании?“, выносимого на местный референдум, не отвечающим требованиям статьи 5 Закона Волгоградской области от 16 ноября 1998 г. № 222-ОД „О местном референдуме в Волгоградской области“ (в редакции на 27.10.2008)», в котором привела два довода, по которым референдум не может быть проведён:
- вопрос «Глава Волгограда избирается гражданами, проживающими на территории Волгограда и обладающими избирательным правом, на основании всеобщего, равного и прямого избирательного права при тайном голосовании?» не относится к вопросам местного значения;
- предлагаемый для вынесения на местный референдум вопрос лишает представительный орган муниципального образования возможности реализовать свои полномочия в части избрания главы муниципального образования представительным органом муниципального образования из своего состава[21].

Данное решение обжаловалось в суде, но было оставлено в силе.
В середине июня бюро высшего совета партии «Единая Россия» поддержало кандидатуру депутата волгоградской гордумы Александра Мордвинцева для избрания на пост главы Волгограда.
17 июня 2011 года должно было состояться заседание городской Думы, на котором планировалось избрать главу Волгограда. Перед этим было проведено заседание фракции «Единая Россия», где был рассмотрен вопрос о включении в список для голосования по выборам главы Волгограда кандидатуры Александра Мордвинцева. Однако, этот вопрос так и не был рассмотрен из-за отсутствия кворума на заседании, для решения вопроса не хватило двух человек. Исполняющий обязанности председателя Думы Александр Мордвинцев не смог объяснить причины отсутствия остальных депутатов, несмотря на то, что он по регламенту обязан обеспечивать их явку. Требование депутатов предоставить документы, подтверждающие уважительные причины отсутствия депутатов, было проигнорировано Мордвинцевым. Ряд косвенных признаков позмоляют сделать вывод о намеренном срыве голосования по вопросу избрания главы города со стороны отдельных членов фракции «Единая Россия». Возможно, причины такого поведения единороссов могут быть объяснены высказыванием депутата гордумы Владимира Попова: «Я разговаривал сегодня со многими депутатами, и они действительно высказывали мне: почему Москва решает, кого надо избрать главой города? Мы что, сами не можем определиться с кандидатурой?».
На заседании 6 июля было запланировано рассмотреть список кандидатов. Однако после перерыва в заседании часть депутатов в зал заседаний просто не вернулась. Заседание, назначенное на 7 июля 2011 года, было сорвано из-за отсутствия кворума. В тот же день появилась информация о том, что десять членов фракции «Единая Россия» в городской Думе покинули фракцию в знак несогласия с действиями главы администрации Волгоградской области Анатолия Бровко. Таким образом, в составе фракции осталось 30 депутатов.
На 14 июля было запланировано очередное заседание городской Думы. Среди прочего, на повестку дня предполагалось вынести и вопрос об избрании главы Волгограда. Однако из 48 депутатов на заседание пришли всего 20. Позже выяснилось, что большое число депутатов, будучи одновременно государственными служащими, были посланы в служебные командировки непосредственно в день заседания. По словам, Алексея Зверева, депутата городской Думы, «партия власти», внося изменения в устав Волгограда, ввела в заблуждение городскую думу, утверждая, что та сама впоследствии определится с главой города. Однако региональное партийное руководство решило полномочия думцев резко урезать и предложило на рассмотрение единственную кандидатуру — Александра Мордвинцева, который, на взгляд многих народных избранников, не может быть избран главой города.
Перед летними каникулами в городскую Думу был внесён проект изменений в Устав, согласно которому предложено вернуть прямые выборы главы Волгограда. Предложение поддержали 19 депутатов. Предложение должно было быть рассмотрено 7 сентября.
В конце лета—начале осени 2011 года представители власти всё чаще озвучивают в качестве наиболее вероятного сценария такой, при котором законно избранный глава появится у города только в 2013 году.

### Пятый созыв
8 сентября 2013 года, в единый день голосования состав 5-го созыва наряду с парламентскими партиями, пополнился новообразованными «Коммунистической партией социальной справедливости» (КПСС) и «Гражданской платформой» — по одному депутату от каждой.
16 сентября 2013 года, на первом заседании Волгоградской городской думы 5-го созыва, главой города была избрана среди депутатов, член Единой России Ирина Гусева. 24 июля 2014 года после перехода Гусевой на работу в Государственную Думу РФ на должность главы городской думы и соответственно главы города был избран Андрей Косолапов.

### Шестой созыв
По итогам выборов 9 сентября 2018 года в состав думы вошли 30 представителей партии "Единая Россия", 3 - от ЛДПР, 2 от КПРФ, 1 от "Справедливой России" и 1 самовыдвиженец.
В связи с изменениями Устава Волгограда количество депутатов сократилось до 36 человек, а должность Главы Волгограда занимает Глава администрации Волгограда. На первом заседании 19 сентября 2018 года депутаты переизбрали председателем Волгоградской городской думы Андрея Косолапова. Его первым заместителем стал Владлен Колесников. Андрей Гимбатов назначен заместителем. 
25 октября 2019 года Андрей Косолапов покинул пост депутата и председателя Волгоградской городской думы в связи с переходом на работу вице-губернатором Волгоградской области. Исполняющим обязанности председателя назначен Владлен Колесников.

## Список председателей думы
Ниже приведён прямой хронологический список депутатов, занимавших должность председателя думы.
| № п/п                       | ФИО                             | Фотография               | Период руководства                           | Комментарий              |
| Первый созыв (1995—1999)    | Первый созыв (1995—1999)        | Первый созыв (1995—1999) | Первый созыв (1995—1999)                     | Первый созыв (1995—1999) |
| --------------------------- | ------------------------------- | ------------------------ | -------------------------------------------- | ------------------------ |
| 1                           | Максюта Николай Кириллович      |                          | 13 октября 1995 года — 9 января 1997 года    |                          |
| 2                           | Михайлов Сергей Леонидович      |                          | 9 октября 1997 года — 29 октября 1999 года   |                          |
| Второй созыв (1999—2004)    |                                 |                          |                                              |                          |
| 3                           | Иванов Игорь Николаевич         |                          | 29 октября 1999 года — 24 марта 2000 года    |                          |
| 4                           | Попов Владимир Георгиевич       |                          | 18 мая 2000 года — 28 июня 2001 года         |                          |
| 5                           | Михайлов Сергей Леонидович      |                          | 25 октября 2001 года — 10 июня 2004 года     |                          |
| Третий созыв (2004—2008)    |                                 |                          |                                              |                          |
| 6                           | Карев Павел Александрович       |                          | 10 июня 2004 года — 5 июля 2006 года         |                          |
| 7                           | Карева Ирина Александровна      |                          | 4 октября 2006 года — 14 марта 2008 года     |                          |
| Четвёртый созыв (2008—2013) |                                 |                          |                                              |                          |
| 7                           | Карева Ирина Александровна      |                          | 19 марта 2008 года — 27 апреля 2012 года     |                          |
| 8                           | Васильков Валерий Денисович     |                          | 27 апреля 2012 года — 16 сентября 2013 года  |                          |
| Пятый созыв (2013—2018)     |                                 |                          |                                              |                          |
| 9                           | Ирина Михайловна Гусева         |                          | 16 сентября 2013 года — 24 июля 2014 года    |                          |
| 10                          | Андрей Владимирович Косолапов   |                          | 24 июля 2014 года — 19 сентября 2018 года    |                          |
| Шестой созыв (2018—2023)    |                                 |                          |                                              |                          |
| 10                          | Андрей Владимирович Косолапов   |                          | 19 сентября 2018 года — 25 октября 2019 года |                          |
| 11                          | Владлен Владимирович Колесников |                          | с 24 декабря 2019 года                       |                          |